# Die Insel (1934)
Die Insel (Untertitel: Der Fall des Hauptmann Rist, Verweistitel Der Verbannte von Ponza) ist ein deutscher Spionagefilm des Regisseurs Hans Steinhoff aus dem Jahr 1934. Die Hauptrollen sind mit Brigitte Helm und Willy Fritsch besetzt. Tragende Rollen spielen Françoise Rosay und Otto Tressler. Heinz von Cleve verkörpert den Militärattaché Kapitän Rist, der durch verhängnisvolle Umstände dazu getrieben wird, sich das Leben zu nehmen. 
Die Filmhandlung beruht auf dem gleichnamigen Theaterstück (1934) von Harald Bratt. 

## Handlung
Eine Botschaft liegt wie eine Insel abgeschottet in einer vornehmen Wohngegend. Unter den Gästen eines Empfangs, der von der Botschaft organisiert worden ist, befindet sich ein Erpresser, der dem Militärattaché Kapitän Rist geheime Kriegspläne, die er ihm zuvor gestohlen hatte, zum Rückkauf anbietet. Da Rist nicht genau weiß, um welche Pläne es geht, lässt er sich auf ein Treffen mit dem Erpresser in der Silvia-Bar ein. Schnell ist ihm klar, dass es sich bei den angebotenen Dokumenten um die von ihm selbst einst zu Übungszwecken entworfenen Pläne handelt, die völlig wertlos sind. Rist erkennt blitzschnell, dass diese Unterlagen, sollten sie in die Hände der Presse gelangen, beträchtlichen Schaden anrichten und die guten Beziehungen der betroffenen Länder ernsthaft gefährden könnten. So sieht er nur die Möglichkeit, sich auf das Kaufangebot des Erpressers einzulassen. 
Da Kapitän Rist nicht über die geforderte Kaufsumme von 6000 Dollar verfügt, stimmt er zu, den Betrag als Spielschuld zu deklarieren, die innerhalb von 24 Stunden beglichen werden muss. Ganz überraschend erscheint jedoch die Polizei in der Bar und verhaftet den Erpresser, dem es noch gelingt, den ausgefüllten Schuldschein der Barinhaberin Silvia zuzustecken. Diese wittert die Chance, an eine hübsche Geldsumme zu gelangen und begibt sich am folgenden Tag in die Botschaft, um den ausstehenden Betrag einzufordern. Rist bittet um einen Aufschub der Zahlungsfrist, die Barfrau will das Geld jedoch sofort haben. Erst jetzt erkennt Rist, dass Silvia einem Irrtum unterliegt, da sie glaubt, den Handelsattaché Raak vor sich zu haben, dessen Scheckbuch auch auf dem Schreibtisch liegt. Da Rist keinen anderen Ausweg sieht, nimmt er das Scheckbuch und schreibt einen Scheck in Höhe der geforderten Summe aus. Er fälscht Raaks Unterschrift und übergibt Silvia den Scheck, die daraufhin die Örtlichkeit verlässt.
Da die Abbuchung der hohen Summe dazu führt, dass Raaks Konto nicht mehr gedeckt ist, wird er auf den Betrug aufmerksam. Als der Botschafter von dem Vorgang erfährt, verlangt er von Raak, dass er die geforderte Summe auf dem Scheck anerkennt, damit kein schlechtes Licht auf die Botschaft und ihre Mitarbeiter fallen kann. Daraufhin bittet Raak, in seiner Ehre verletzt, aus dem Staatsdienst entlassen zu werden. Der Botschafter, der nun die Situation vollständig beleuchtet und erkennt, dass sich ein Verbrecher in seinen eigenen Reihen befinden muss, ruft alle Beamten zusammen und erklärt vor versammelter Mannschaft, dass er erwarte, dass sich der Betreffende selbst richten werde.
Kapitän Rist, den nur insoweit eine Schuld trifft, dass er unvorsichtigerweise Kriegspläne zu Übungszwecken aufgezeichnet und nicht sorgfältig genug aufbewahrt hat, nimmt die gesamte Schuld auf sich und sieht nur einen Ausweg: Er nimmt sich das Leben, indem er sein Auto in einer langgestreckten Kurve absichtlich von der Fahrbahn abkommen und ins Meer stürzen lässt, wo er ertrinkt. Er macht damit auch den Weg für Raak frei, der mit der Tochter des Botschafters eine Zukunft plant. 

## Produktionsnotizen
Die Dreharbeiten begannen am 8. Mai und endeten Mitte Juni 1934. Als Drehort diente die Ostküste der Adria, genauer Dalmatien. Benno von Arent war gemeinsam mit Artur Günther für die Filmbauten verantwortlich. Die Herstellungsleitung wurde von Karl Ritter überwacht, die Aufnahmeleitung hatte Fritz Koch inne. Hans-Otto Borgmann dirigierte das Orchester. Die gesungenen Liedtexte entstammen der Feder von Werner Bochmann und Erwin Lehnow. Es erklingen die Lieder Morgenwind weht leise und Was weißt Du von mir. Der Film hat eine Länge von 2.723 m, was einer Laufzeit von 100 Minuten entspricht, eine andere Quelle weist eine Länge von 2.624 m zu 96 Minuten aus. 
Uraufgeführt wurde Die Insel am 30. August 1934 im Ufa-Palast am Zoo. Der Film lief neben Österreich auch in Finnland, Dänemark, Portugal, Brasilien und Griechenland.

## Filmzensur
Das NS-Regime überprüfte den Film auf eventuell dem Regime abträgliche Inhalte. Die Zensur passierte der Film am 23. August 1934 ohne Beanstandungen.

## Französische Version
Hans Steinhoff drehte gleichzeitig eine französische Version des Films unter dem Titel Vers l'abîme (deutsch: In den Abgrund). Der Film lief am 24. August 1934 als Erstaufführung in Paris. Serge Véber assistierte Steinhoff bei der Regie und wirkte auch an der französischen Fassung des Drehbuchs mit. Der technische Stab war identisch, die Besetzung der Schauspieler sah wie folgt aus:
- Brigitte Helm: Karine (spielt auch in der deutschen Version)
- Raymond Rouleau: Rist
- Françoise Rosay: Sylvia (spielt auch in der deutschen Version)
- Henry Roussell: Der Botschafter
- Roger Duchesne: Roll
- Pierre Magnier: Squeelen
- William Aguet: Hollen
- Robert Vattier: Barrick
- Andrews Engelman: Der Unbekannte (spielt auch in der deutschen Version)
- Henri Bosc: Der Minister
- Henri Beaulieu: Der Handelsattaché
- Thomy Bourdelle: Der Kommissar
- Pierre Piérade: Kraver
- Georges Vitray: Der Bankdirektor
- Lucien Dayle: Der Wucherer
- Gaston Mauger: Der Dicke Herr
- Edy Debray: Der Sekretär
- Ferner: Henry Bonvallet

## Kritik
Karlheinz Wendtland hob die Leistungen von „Françoise Rosay in der Rolle der aufdringlichen Barbesitzerin und Andrews Engelmann als heruntergekommener Gentleman-Verbrecher“ ganz besonders hervor und befand ansonsten, man habe es „mit dem Strickmuster eines Abenteuerfilms zu tun, dessen Hintergrund eine Botschaft“ sei. „Ein politischer Hintersinn [sei] nicht vorhanden.“